# Borane
|  | Per a altres significats, vegeu «Boran-sur-Oise». |

Borane (590 – 628 o 631) fou la filla de l'emperador sassànida Còsroes II. Fou la primera de les dues úniques dones en el tron de l'Imperi Sassànida (l'altre fou la seva germana i successora Azarmíntoque). Diversos autors fixen el seu regnat entre un any i quatre mesos a dos anys.
El seu nom apareix com a Bōrān (o Burān) en les seves monedes. El poeta persa Ferdowsi es refereix a ella com Porandokht en el seu poema èpic, el Shahnameh. Va ser encarregada de reviure la memòria i prestigi del seu pare, durant el regnat del qual l'Imperi Sassànida havia crescut fins a la seva màxima extensió territorial.

## Família i joventut
Borane era la filla de Còsroes II. El seu pare es diu que tenia un harem o xabestan amb més de 3.000 concubines, i no se sap si la seva mare era una d'aquests concubines o la muller favorita del rei, Shirin. Borane també va tenir molts altre germans i germanastres com Mardanshah, Juvansher, Farrukhzad Còsroes V, Cobades II, Shahriyar, i Azarmíntoque. El 628, el seu pare va ser deposat pels nobles sassànides en favor del seu germà Cobades II, que va fer executar el rei juntament amb 30 dels seus germans per evitar la competència i rivalitat pel tron (excepte Juvansher i Farrukhzad Còsroes V que es van aconseguir amagar). Borane va recriminar oficialment a Cobades per les seves accions bàrbares.
Alguns mesos més tard, Cobades va morir d'una pesta, i va ser succeït pel seu fill d'uns 7 anys Artaxerxes III, qui un any més tard va ser assassinat pel general sassànida Sarbar, que va usurpar el tron sassànida.

## Primer regnat
Quaranta dies més tard, Shahrbaraz va ser assassinat per la facció del noble Ispahbudhan Farrukh Hormizd, la qual fou coneguda com la facció Pahlav (Parta). Borane fou proclamada reina a Ctesifont per la facció de Farrukh —Borane estava relacionada amb la família de l'Ispahbudhan a través de la seva àvia. En breu va nomener a Farrukh Hormizd com el ministre en cap de l'Imperi. Borane Llavors va intentar portar estabilitat a l'imperi sassànida per la implementació de justícia, reconstrucció de la infraestructura, baixada d'impostos, i emissió de monedes. Tanmateix, després d'algun temps va ser deposada el 630, i Shapur-i Shahrvaraz, el fill de Shahrbaraz, i una germana de Còsroes II, va ser feta reina de l'Imperi sassànida. Tanmateix això no va ser reconegut per la facció del general Piruz Khosrow, el qual va ser conegut com el cap de la Parsig (persa) facció. Shapur-i Shahrvaraz fou així deposat a favor d'Azarmíntoque, la germana de Borane.

## Segon regnat
La seva germana, Azarmíntoque, fou llavors col·locada en el tron. Per tal d'agafar poder, Farrukh Hormizd va preguntar Azar per casar-se amb ella. No gosant pas rebutjar, el va fer matar amb l'ajut del Mihranida Siyavakhsh, que era el net de Bahram Chobin, el famós spahbed i breument shahanshah. Tanmateix, en breu fou assassinada pel fill Rostam Farrokhzad, que era ara el nou dirigent nou de la facció Pahlav facció.Després de l'assassinat d'Azarmíntoque per Rostam Farrokhzad, aquest va restaurar a Borane al tron. Borane en breu va fer una reunió amb les faccions Pahlav i Parsig, on ambdues faccions van acordar treballar juntes.
Desitjava una relació bona amb l'Imperi Romà, per tant va enviar una ambaixada a l'emperador Heracli dirigida per dignitaris de l'església persa. Heracli va enviar a Borane una invitació formal per visitar Constantinoble. Tanmateix, després d'un any de regnat va ser trobada asfixiada per un coixi en el seu llit. Segons algunes fonts va ser assassinada per Piruz Khosrow, acabant així l'aliança Parsig-Pahlav i reprenent-se les hostilitats entre les dues faccions.